# Holy Motors

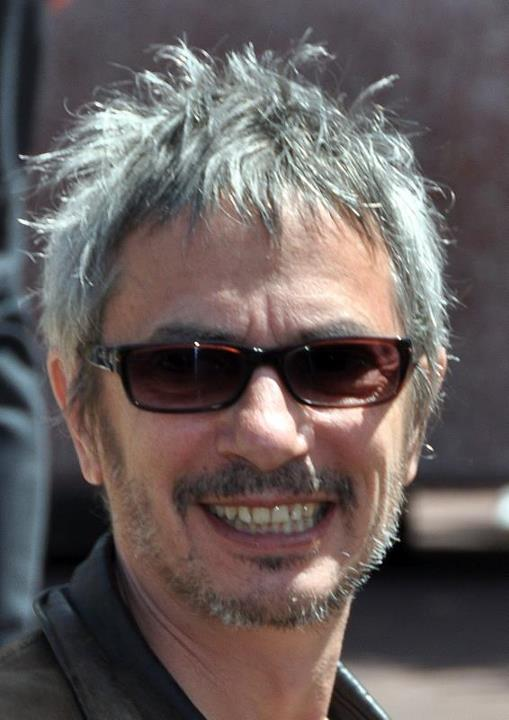
Leos Carax en la presentació de Holy Motors al Festival Internacional de Cinema de Canes del 2012

Holy Motors és una pel·lícula de l'any 2012 dirigida per Leos Carax i protagonitzada per Denis Lavant i Édith Scob.

## Argument
Un dia en la vida del senyor Oscar (Denis Lavant), un home de rostres canviants: home de negocis, vagabund, acordionista, ballarí digital, assassí, pare de família... El protagonista té una identitat completament distinta en cadascuna d'aquestes vides. Encarna persones com si fos un actor interpretant diferents papers, com si fos un personatge de pel·lícula dintre d'una altra pel·lícula. Oscar viatja per la ciutat de París en una limusina conduïda per Céline (Édith Scob), la qual li serveix de camerino per a les seues successives transformacions.

## Context històric i artístic
Després d'un parèntesi de gairebé tretze anys, Leos Carax –responsable de rareses com Boy meets girl (1984), Les Amants du Pont-Neuf (1991) o Pola X (1999)– va dirigir una pel·lícula tan grotesca, estranya i provocativa com fascinant. Tant se val si és cinema d'avantguarda, fantasia lírica o realisme abstracte referit a la transformació del cinema o l'experiència de viure. En qualsevol cas, Holy Motors és una obra hipnòtica i molt suggestiva, la qual ens informa sobre el recorregut del transformista Oscar. Aquest camaleònic personatge està caracteritzat per Denis Lavant, actor fetitxe i àlter ego del mateix Carax. En el decurs d'un període de 24 hores, hom contempla les contínues transformacions i canvis d'identitat de tan insòlit protagonista. Lavant salta de personatge en personatge, en un poderós i energètic tour de force interpretatiu. Viatjant en una limusina blanca, el senyor Oscar efectua el seu inacabable trajecte parisenc, saltironejant com un Quasimodo guillat entre les tombes del cementiri del Père-Lachaise i movent-se a través del dia i la nit, a la recerca de quelcom inexplicable, però relacionat amb la representació. Leos Carax convida a gaudir d'un viatge ple d'extravagància, vides inventades, figures poètiques, passatges musicals (Kylie Minogue hi canta una cançó molt trista), esclats de bellesa i un seguit de sorpreses, incògnites i mutacions. Cal assenyalar que la limusina és conduïda per Édith Scob, una presència gairebé fantasmagòrica, i alhora demostrativa de l'admiració de Carax per Georges Franju, mestre en el joc de les disfresses i les màscares, i realitzador de pel·lícules com Les Yeux sans visage (1960) i Judex (1963), en les quals Scob va tindre un paper rellevant.
Aquesta pel·lícula, igualment deutora de la surrealista El fantasma de la llibertat (Luis Buñuel, 1974, en la qual també hi té paper Michel Piccoli) i d'algunes obres dels molts creatius Jean Grémillon i Jacques Demy, va ésser ignorada en el Festival Internacional de Cinema de Canes, però s'emportaria tots els premis importants del Festival Internacional de Cinema Fantàstic de Catalunya (Carax va explicar que tant li feia que la gent no entengués la seua pel·lícula, si bé desitjava que els agradés).

## Premis
- 2012: Premis César (9 nominacions, incloent-hi la de Millor Pel·lícula)
- 2012: Festival Internacional de Cinema de Canes (secció oficial de llargmetratges)[2]
- 2012: Festival Internacional de Cinema Fantàstic de Catalunya (Millor Pel·lícula, Director i Méliès d'Argent al Millor Film Europeu)
- 2012: Festival Internacional de Cinema de Chicago (Millor Pel·lícula, Actor -Lavant- i Fotografia)
- 2012: Associació de Crítics de Cinema de Los Angeles -LAFCA- (Millor Pel·lícula Estrangera i 2n lloc al Millor Actor)
- 2012: Associació de Crítics de Cinema de Chicago (2 nominacions, incloent-hi la del Millor Actor per a Lavant)[3]